# Joachim Gasquet
Pour les personnes ayant le même patronyme, voir Gasquet.

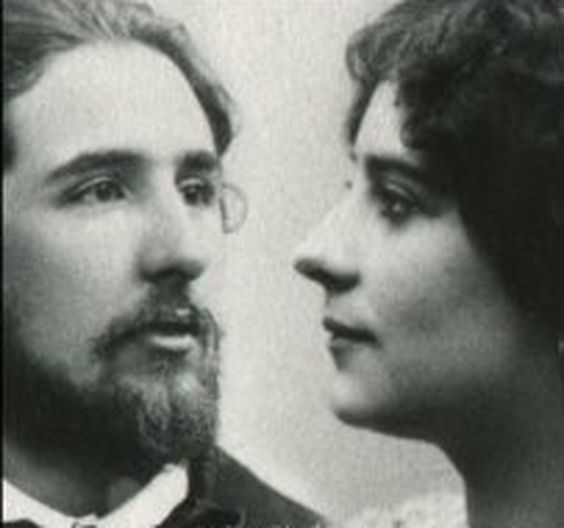
Joachim Gasquet et son épouse Marie Gasquet vers 1900

Joachim Marius Alexandre Gasquet, né le 31 mars 1873 à Aix-en-Provence et mort le 6 mai 1921 à Paris, est un poète et critique d'art français.

## Biographie
Fils d'un boulanger, Joachim Gasquet fréquente le lycée Mignet. Très jeune, il crée à Aix des revues littéraires, La Syrinx (1892), Les Mois dorés (1896-1898), Le Pays de France (1899-v.1902), et noue des relations avec un cénacle d'amis poètes, des Aixois (Emmanuel Signoret), des Toulousains (Marc Lafargue), le Marseillais Edmond Jaloux et même avec André Gide. Du symbolisme de sa première revue, il passe au « naturisme », théorie poétique exaltant la vie et la beauté des paysages dont les chefs de file sont Saint-Georges de Bouhélier et Maurice Le Blond. Sa rencontre avec Cézanne lui donne des arguments pour magnifier sa terre de Provence. Il participe au mouvement félibre. Après avoir été dreyfusard, il adhère en 1901 au nationalisme, au monarchisme de son ami Charles Maurras et se convertit au catholicisme. Il meurt à la suite de blessures contractées au front pendant la Première Guerre mondiale. Il est alors membre de l'Action française et de la Ligue des chefs de section.
Joachim Gasquet épouse en 1896 la félibresse et future romancière Marie Girard qui devient Marie Gasquet.
La bibliothèque Méjanes d'Aix-en-Provence possède les archives des époux Gasquet.

## Cézanne
En 1921, son livre Cézanne est un témoignage de la vie de cet artiste, sur sa vision du monde, sa puissance créatrice. Joachim Gasquet est tombé sous le charme de l'artiste et de son œuvre lors d'une exposition à Aix-en-Provence en 1895. Or son père, Henri Gasquet, est un ami de Cézanne. Cela va lui permettre de suivre l'artiste, de visiter le Louvre en sa compagnie, d'assister à son travail dans son atelier. Une amitié profonde et durable naîtra entre lui et Cézanne.
Son livre sur Cézanne est un témoignage unique sur le travail de l'artiste, sur la façon dont l'inspiration lui vient. La première partie est intitulée « Ce que je sais ou ai vu de sa vie ». L'auteur y relate la vie de l'artiste depuis sa jeunesse, en passant par ses différents voyages, sa façon de travailler. La seconde partie est intitulée « Ce qu'il m'a dit ». L'auteur y rapporte les conversations qu'il a eues avec l'artiste.

## La peinture
Il est à l'origine du projet de fresques dans le narthex de l'ermitage de Saint-Pancrace, dépendant du château de Pradine (village de Grambois). Trois artistes, Georges Dufrénoy, Pierre Girieud et Alfred Lombard, réalisent chacun une fresque vers 1912. Gasquet écrit à propos de la Pietà de Dufrénoy : « Tout y est d'une intensité dramatique qui fait songer au Tintoret, d'un pathétique qui s'apparente on ne sait comment, à quelques phrases désespérée d'une symphonie de Beethoven. »

## Publications
- L'Enfant, poèmes, 1900
- L'Arbre et les vents, poèmes, 1901
- Les Chants séculaires, 1903
- Dionysos, tragédie lyrique en 3 actes, Théâtre antique d'Orange, 1er août 1904, et Paris, Théâtre de l'Œuvre, 19 février 1905
- Les Printemps, poèmes, 1909
- Le Paradis retrouvé, poèmes, 1911 Lire en ligne sur Gallica
- Tu ne tueras point, roman, 1913 Lire en ligne sur Gallica
- Les Bienfaits de la guerre, 1917
- Les Hymnes, 1919
- L'Art vainqueur, 1919
- Cézanne, 1921, réédité en 2002 et 2012 par Encre marine, avec une présentation de François Solesmes.
- Le Bûcher secret, 1921
- Il y a une volupté dans la douleur, préface d'Edmond Jaloux, 1921
- Les Chants de la forêt, 1922
- Des chants, de l'amour et des hymnes, précédés d'un discours de Louis Bertrand et d'une biographie de Joachim Gasquet par Marie Gasquet, 1928
- Narcisse, préface d'Edmond Jaloux, 1931 ; réédition 2014  (ISBN 978-2-917584-40-8) Éditions Prolégomènes

## Hommage

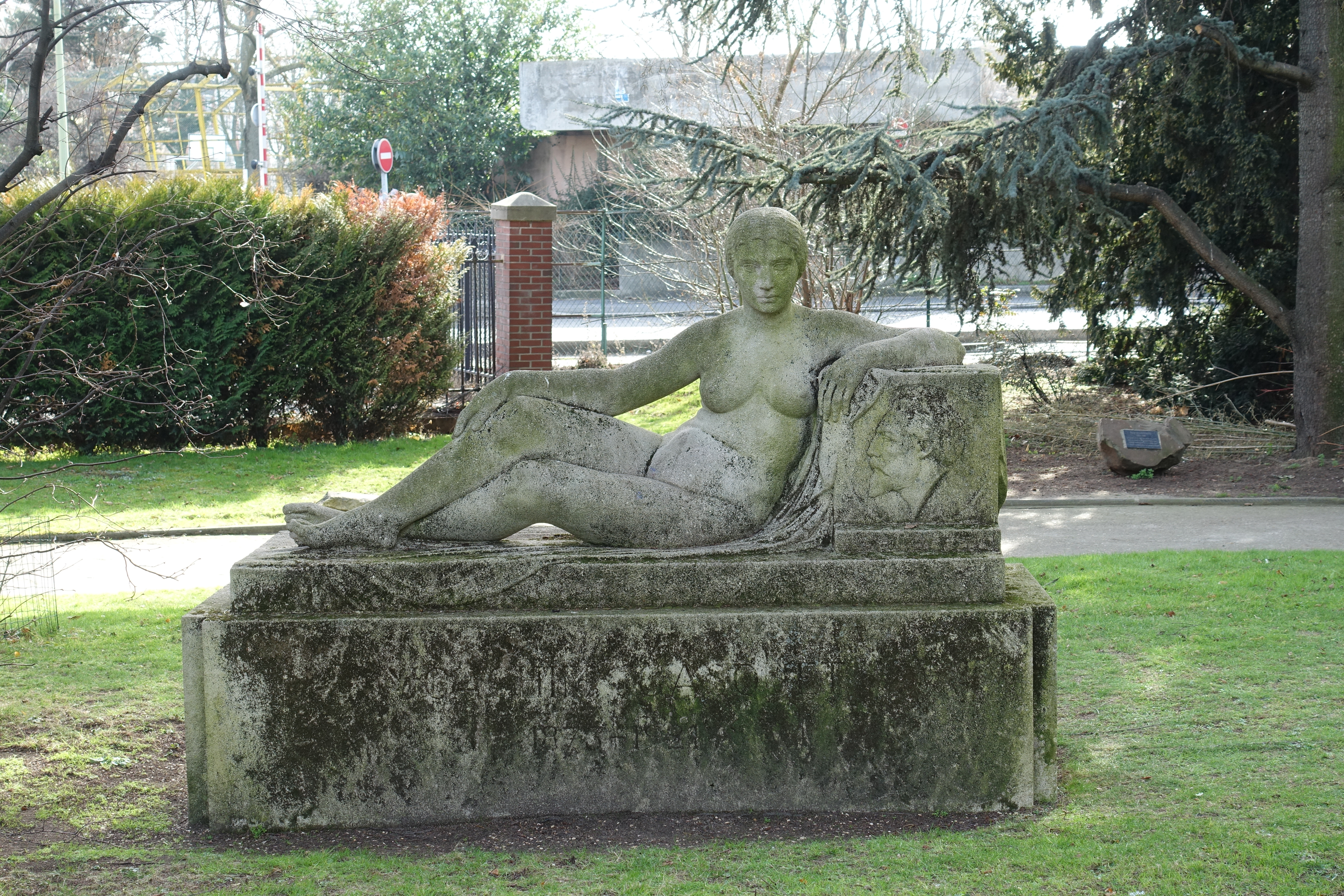

- Monument dans le jardin des Poètes (Paris)